# Pteromyces ambiguus
Pteromyces ambiguus — вид грибів, що належить до монотипового роду  Pteromyces.